# Спречо, Эдин
Эди́н Спре́чо (серб. Един Спречо; 19 апреля 1947, Сараево — 12 мая 2020, Сараево) — югославский футболист, играл на позиции нападающего.

## Биография

### Игровая карьера
В возрасте 17 лет Спречо присоединился к клубу «Железничар» из Сараево. В составе «Железничара» он отыграл 12 сезонов и в 1972 году выиграл чемпионский титул. Всего за «Железничар» во всех официальных турнирах он сыграл 234 матча и забил 75 голов, став одним из ключевых игроков той команды.
В 1975 году переехал в Нидерланды, где играл за НАК Бреда в течение одного сезона. По окончании сезона он вернулся в «Железничар», но сыграл только 4 игры. В 1977 году Спречо отправился во Францию, где присоединился к клубу Лиги 2 «Ренн». Дебютировал за «красно-чёрных» 8 января 1978 года в матче с «Брестом», который «Ренн» выиграл со счётом 5:0. Всего за два сезона сыграл за «красно-чёрных» 38 матчей и забил 20 голов. Завершил карьеру в клубе «Искра» из Бугойно.
За сборную Югославии сыграл 3 матча и забил 2 гола.

### Смерть
Скончался 12 мая 2020 года в Сараево в возрасте 73 лет.